# Hauszeichen des Brauhauses Zum roten oder braunen Adler

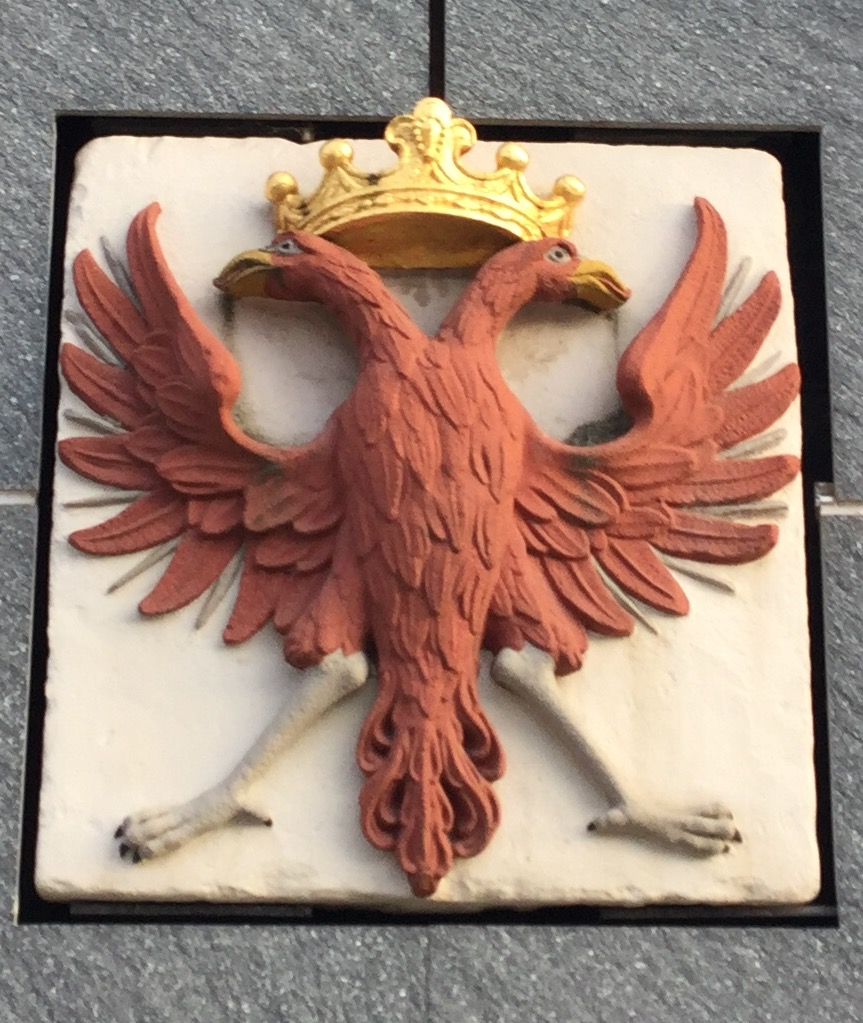
Hauszeichen des Brauhauses Zum roten oder braunen Adler (2016)

Das Hauszeichen des Brauhauses Zum roten oder braunen Adler ist ein denkmalgeschütztes Hauszeichen in Magdeburg in Sachsen-Anhalt.

## Lage
Es befindet sich in der Magdeburger Altstadt an der Fassade des Häuserblocks Breiter Weg 27-30 auf der Ostseite des Breiten Wegs.

## Gestaltung und Geschichte des Hauszeichens
Das Hauszeichen wird als barocke Sandsteintafel beschrieben, auf der ein brandenburgischer Doppeladler abgebildet ist. Es diente ursprünglich als Hauszeichen des Brauhauses Zum roten oder braunen Adler, welches sich bereits im 17. Jahrhundert etwa im Bereich der heutigen Anbringung des Hauszeichens befand. Auch nach Ende des Brauhauses und Neubebauung des Grundstücks blieb das Hauszeichen erhalten und befand sich bis 1944/45 am Gebäude. Nach der Zerstörung des Gebäudes während des Zweiten Weltkriegs wurde das Hauszeichen von einer von Werner Priegnitz geleiteten Arbeitsgruppe geborgen. Aufgrund des schlechten Erhaltungszustandes des Originalsteins war jedoch eine Restaurierung nicht möglich. Es wurde daher von der Firma Paul Schuster eine Kopie in Betonguss angefertigt und in den 1960er Jahren am dort neu in Plattenbauweise errichteten Wohnblock angebracht.
Im Denkmalverzeichnis des Landes Sachsen-Anhalt ist das Hauszeichen unter der Erfassungsnummer 094 71046 als Baudenkmal verzeichnet.

## Geschichte des Brauhauses Zum roten oder braunen Adler

### Brauhaus Zum roten oder braunen Adler
Das Brauhaus befand sich in einer Ecklage an der hier von Osten auf den Breiten Weg einmündenden, heute jedoch nicht mehr vorhandenen Scharrnstraße. Im Jahr 1623 gehörte das Brauhaus dem Brauer Hans Wenckebach. 1631, im Jahr der Zerstörung Magdeburgs während des Dreißigjährigen Kriegs, war Kaspar Wenckebach Eigentümer. Für das Jahr 1649 ist ein Verkauf des Grundstücks durch Hans Wenkebachs Erben für 300 Taler an Stephan Lentke belegt, der es 1661 für 650 Taler an seinen Schwiegersohn Klemens Peters veräußerte. Bis 1679 hatte dann Samuel Witte das Grundstück erworben und bebaute es wieder. Nach anderen Angaben baute der Kämmerer Samuel Witte schon 1653 das Haus neu, wobei er zwei Grundstücke nutzte, die er demselben Voreigentümer abgekauft hatte.
Als Eigentümer folgte der Brauer Johann Witte, zwischen 1692 und 1702 dann seine Witwe. Überliefert ist, dass das Gebäude zu diesem Zeitpunkt in einem Anbau eine eigene Badestube hatte, ein ungewöhnlicher Komfort zu dieser Zeit. Christian Witte veräußerte das Gebäude dann im Jahr 1720 für 4.200 Taler an den Geschäftsmann Johann Schröder. Es folgten in verhältnismäßig kurzer Zeit vier weitere Eigentümer, bis es schließlich für 3.550 Taler an den Kaufmann Nikolaus Fritze ging. Die Familie Fritze blieb zumindest bis zum Jahr 1945 Eigentümer des Objekts. Das Gebäude war damit das am längsten im Besitz einer einzelnen Familie gebliebene Haus am Breiten Weg in Magdeburg. Als Eigentümer des dann mit der Hausnummer Breiter Weg 71 versehenen Hauses wurden so auch 1803 ein Fritze geführt.
Bereits 1814 hatte Johann Friedrich Fritze das östlich angrenzende, an der Scharrnstraße gelegene Nachbargrundstück dazu erworben und beide Grundstücke vereinigt. 

### Innungshaus der Knochenhauerinnung
Das Nachbargrundstück war vermutlich bereits seit der Zeit um 1200 im Besitz der Innung der Knochenhauer und befand sich damals noch außerhalb der Stadt Magdeburg, nördlich der damaligen Stadtmauer. Die Knochenhauer errichteten hier ihr Innungshaus. Im Bereich der Scharrnstraße, betrieben die Knochenhauer ihre Scharrn genannte Verkaufsstände, woraus sich der Name der Straße ergab. Ein noch älterer Scharrn der Stadt befand sich im Bereich des Knochenhauerufers, östlich der Stadtmauer. Aus Platzmangel hatte sich jedoch die Innung geteilt und auch den Bereich der Scharrnstraße besiedelt. Vor dem Innungshaus befand sich ein überdachter Gang der hinter den Häusern Breiter Weg 72 bis 76 nach Norden zur Margarethenstraße führte. 1631 wurde das Innungshaus während der Zerstörung Magdeburgs im Dreißigjährigen Krieg ebenfalls zerstört. Der Zeitpunkt des Wiederaufbaus ist unbekannt, der Scharrn war jedoch seit 1642 wieder in Nutzung. Vermutlich 1697 wurde das Innungshaus dann wieder vollständig wieder hergestellt. An der Ausfahrt zur Scharrnstraße befand sich ein Portal aus dem Jahr 1662, das zunächst an einem anderen Ort gestanden haben soll und dann hier umgesetzt wurde. Außerdem befand sich ein prächtig gestalteter Wappenstein mit der Jahreszahl 1697 am Hinterhaus, in dem sich die Innung befand. Er zeigt das Wappen der Innung sowie elf Wappen der Stifter. In der ersten Hälfte des 18. Jahrhunderts wurde auf dem Grundstück ein zweites Haus errichtet. Das Gebäude gehörte der Innung bis zu ihrer Auflösung im Jahr 1808 und wurde dann als Entschädigung dem Rat der Stadt zugeordnet, bis es dann 1814 von Johann Friedrich Fritze erworben worden war.

### Geschichte des vereinigten Gebäudes
Johann Friedrich Fritze (1814, 1817, 1823), Friedrich Fritze (1845), der Particulier Fritze (1870), Kommerzienrat Werner Fritze (1914, 1925) und die Fritze´schen Erben (1938, 1940, 1944/1945) waren weitere Eigentümer des dann vereinten Hauses. Der 1906 zum Ehrenbürger Magdeburgs ernannte Werner Fritze lebte im Haus und hatte hier auch die Geschäftsräume seiner Firma Fritze & Sohn. 
In den 1870er Jahren wurde das Haus zwar als größtenteils modernisiert beschrieben, der Giebel des Dacherkers und das Torportal waren jedoch in ursprünglicher Form erhalten. Das Portal war mit Muschelnischen versehen, in denen sich flache Ornamente befanden. Die Gliederung des Bogens war mit kleinen Facettenquadern versehen. Vermutlich Ende des 19. Jahrhunderts erfolgte eine Neubebauung des vereinigten Grundstücks, wobei auch das nördlich am Breiten Weg gelegene Grundstück Breiter Weg 72, das ehemalige Haus Zum Steinernen Gezelt, mit einbezogen wurde. Um 1914/1916 lebte Werner Fritze, Kaufmann, Kommerzienrat und Ehrenbürger von Magdeburg im Haus Breiter Weg Nummer 71/72. 1926 wurde der Wappenstein entfernt und in das neue Innungshaus Poltestraße 40, heute Liebknechtstraße 40, gegenüber dem Schlachthof Magdeburg umgesetzt, wo er erhalten blieb.
1942/1943 befand sich eine Agentur der Norddeutschen Buchdruck- und Verlagsanstalt GmbH, eine Geschäftsstelle der Victoria Versicherung sowie das Büro der Magdeburger (Mitteldeutschen) Hausfrau-Wochenschrift im Haus. Darüber hinaus war der Facharzt Dr. J. Dilger ansässig. Im zur Scharrnstraße ausgerichteten Eingang bestand das Kolonialwarengeschäft von F. Fritze und Sohn.
Während des Zweiten Weltkriegs wurde das Gebäude Breiter Weg 71/72 zerstört. In der Zeit der DDR erfolgt ein sich nicht an die gewachsene Stadtstruktur haltender Wiederaufbau der Stadt. Der Bereich des ehemaligen Brauhauses Zum roten oder braunen Adler wurde mit dem Wohnhaus in Plattenbauweise überbaut, wobei unter anderem auch die Scharrnstraße und die historische Ecksituation verschwand. Nach einer Neunummerierung trägt das heutige Wohnhaus nun die Nummern 27 bis 30.